# Ian Jacob
Ian Jacob (27 septembre 1899 - 24 avril 1993), lieutenant général de l'armée britannique, a été directeur général de la BBC de 1952 à 1959.

## Biographie
Né à Quetta, au Pakistan, Sir Ian Jacob était le fils unique d'un maréchal de l'armée de terre, Sir Claud William Jacob. Il a suivi sa formation d'officier au College de Camberley puis à la Royal Military Academy de Woolwich, avant d'étudier l'économie au King's College, de Cambridge, puis a épousé en 1924 Cecil Bisset Treherne, fille d'un officier supérieur, qui lui a donné deux fils.
Promu directeur des services externes de la BBC après la Seconde Guerre mondiale, il s'investit pour gérer au mieux la transition vers l'après-guerre et garantir que le gouvernement respecte la BBC comme une source d'information indépendante de toute influence politique. 

## Crise de Suez
Sa célébrité et son prestige viennent de la Crise de Suez en 1956: devenu directeur général, il s'oppose publiquement au ministre des affaires étrangères du gouvernement conservateur, Anthony Eden, qui l'avait fait rappeler de ses vacances dans le Suffolk, pour lui intimer personnellement de militer pour le « devoir de la BBC d'éduquer la nation sur le sérieux de la situation ». 

## Débuts de la télévision
En tant que directeur général de la BBC, il s'est investi dans les débuts du British Commonwealth International Newsfilm Agency (BCINA), dont la création en 1957 est la première étape vers celle de Visnews, qui deviendra "Reuters TV", avec pour premier directeur une célébrité, Ronnie Waldman, l'animateur du programme populaire de la BBC Monday Night at eight, diffusé avant la Seconde Guerre mondiale
Il a par ailleurs mis au point et développé un plan à long terme pour les télévisions régionales anglaises et milité pour la création d'un second réseau de télévision. Le fondateur de la BBC John Reith, qui concevait la télévision comme une « menace sociale », a demandé que son propre portrait soit retiré de la salle du conseil d'administration lorsque celui de Sir Ian Jacob y fut installé.